# 塔子城址
塔子城址全称塔子城辽金古城遗址，位于中华人民共和国黑龙江省泰来县塔子城镇，兴建于辽代中期，系泰州治所。现城内有古建筑遗址3处，遗有用花岗石和汉白玉雕凿而成的础柱4座；城外有辽金时期的砖砌墓、石垒墓、土圹墓等墓葬遗址。2006年被公布为第六批全国重点文物保护单位。